# Beilerstraat 153-155 (Assen)
Het pand Beilerstraat 153-155 in de Nederlandse stad Assen is een monumentaal dubbel herenhuis.

## Beschrijving
Het dubbele herenhuis aan de Beilerstraat maakt deel uit van een ensemble van drie dubbele herenhuizen met zicht op het Asserbos. Het werd rond 1905 gebouwd in overgangsstijl met art-nouveau-elementen.
Het huis is opgetrokken op een rechthoekige plattegrond en bestaat uit twee bouwlagen aan de voorzijde, drie aan de achterzijde. De beide geveldelen hebben gemeenschappelijke kenmerken, maar zijn sterk verschillend. Het linkerdeel (nummer 153) is opgetrokken in roodbruine baksteen, het rechterdeel (nummer 155) in rode verblendsteen. Wat ze gemeen hebben zijn de hardstenen plint en accenten in de gevel als speklagen, lateien en sluitstenen. Beide delen hebben bovendien de entree op de begane grond in de linkertravee en op de verdieping aan de rechterzijde een balkon met balustrade met in de top een topgevel. Het huis wordt gedekt door een afgeknot schilddak, de linker topgevel heeft een zadeldak en de rechter een tentdak.

### Waardering
Het pand wordt beschermd als provinciaal monument, onder meer vanwege de "cultuurhistorische waarde als bijzondere uitdrukking van de huisvesting van de stedelijke burgerij in Drenthe", "vanwege de ensemblewaarde van het dubbele herenhuis met bijbehorende hekwerk met de naastgelegen dubbele herenhuizen Beilerstraat 145-147 en Beilerstraat 149-151" en "vanwege de waarde van het dubbele herenhuis in relatie tot de hoge mate van gaafheid van de stedenbouwkundige context en het bebouwingsbeeld van de straatwand tegenover het Asserbos".